# Julia (Marcus Antonius' mor)
Julia (104 – efter 39 f.Kr.) var mor til generalen og triumviren Marcus Antonius.

## Biografi

### Tidlige liv
Hun var datter af Lucius Julius Cæsar (konsul i 90 f.Kr.) og Fulvia. Hun og hendes bror Lucius Julius Cæsar (som var konsul i 64 f.Kr.) blev født og voksede op i Rom.
Julia var en grandkusine til Julius Cæsar (deres oldeforældre henholdsvis Gaius og Sextus Julius Cæsar var søskende).

### Ægteskaber
Julia var gift med Marcus Antonius Creticus, en mand fra en senatorfamilie. Deres sønner var triumviren Mark Antonius, Gajus Antonius og Lucius Antonius. På grund af deres slægtskab gennem hende, var Gaius Julius Cæsar forpligtet til at fremme hendes sønners politiske karriere, på trods af hans afsky for deres far og hans generelt lave opfattelse af deres evner. Efter at Julias første mand døde i 74 f.Kr. giftede hun sig med Publius Cornelius Lentulus Sura, en politiker, der i 63 f.Kr. var involveret i den catilinariske sammensværgelse og blev henrettet på Ciceros ordre.
Julia havde opdraget sine sønner i sine ægteskaber. Plutarch beskriver hende som en af "de mest ædlefødte og beundringsværdige kvinder i sin tid".

### Senere liv
Under Perusinerkrigen (det moderne Perugia) mellem 41 f.Kr.-40 f.Kr. forlod Julia Rom, selvom Octavian (den senere romerske kejser Augustus) havde behandlet hende med venlighed. Hun havde aldrig stolet på Sextus Pompejus. Da Sextus Pompejus befandt sig på Sicilien, havde Julia sendt bud til Grækenland,  hvorfra Marcus Antonius sendte en fornem eskorte og konvoj af triere. Efter triumvirernes forsoning vendte Julia tilbage med Antonius til Italien i 39 f.Kr. og var sandsynligvis til stede ved mødet med Sextus Pompejus i Misenum.